# Scorpaenopsis furneauxi
Scorpaenopsis furneauxi és una espècie de peix pertanyent a la família dels escorpènids.

## Descripció
- Fa 9,6 cm de llargària màxima.[5][6]

## Hàbitat
És un peix marí, associat als esculls de corall i de clima subtropical (20°S-22°S) que viu fins als 10 m de fondària.

## Distribució geogràfica
Es troba al Pacífic occidental: des de la costa nord-est de Queensland fins a Pine Peak Island, l'est del mar d'Arafura i l'estret de Torres.

## Costums
És bentònic.

## Observacions
És inofensiu per als humans.